# Opština Čaška

Znak opštiny Čaška

Opština Čaška je jednou z 9 opštin Vardarského regionu. Současně je ale také jednou z 80 opštin v Severní Makedonii. Rozkládá se zhruba uprostřed regionu. Rozloha je 819,45 km² a v roce 2002 zde žilo 7 673 obyvatel. Správním centrem opštiny je vesnice Čaška.

## Popis
Opštinu tvoří celkem 42 vesnic, jimiž jsou:
| • Čaška            |  |  |  | • Drenovo     |  |  |  | • Oraov Dol  |
| • Banjica          |  |  |  | • Izvor       |  |  |  | • Oreše      |
| • Bistrica         |  |  |  | • Elovec      |  |  |  | • Otištino   |
| • Bogomila         |  |  |  | • Kapinovo    |  |  |  | • Papradište |
| • Busilci          |  |  |  | • Krajnici    |  |  |  | • Plevenje   |
| • Bitanci          |  |  |  | • Kriva Kruša |  |  |  | • Pomenovo   |
| • Vladilovci       |  |  |  | • Krnino      |  |  |  | • Rakovec    |
| • Vojnica          |  |  |  | • Lisiče      |  |  |  | • Smilovci   |
| • Gabrovnik        |  |  |  | • Martolci    |  |  |  | • Sogle      |
| • Golozinci        |  |  |  | • Melnica     |  |  |  | • Stari Grad |
| • Gorno Jabolčište |  |  |  | • Mokreni     |  |  |  | • Stepanci   |
| • Gorno Vranovci   |  |  |  | • Nežilovo    |  |  |  | • Teovo      |
| • Dolno Jabolčište |  |  |  | • Novo Selo   |  |  |  | • Crešnevo   |
| • Dolno Vranovci   |  |  |  | • Omorani     |  |  |  | • Popadiјa   |

V opštině není žádné město.
Sousedními opštinami jsou:

Opština Čaška

Zelenikovo na severu, Veles na severovýchodě, Gradsko na východě, Rosoman a Kavadarci na jihovýchodě, Prilep na jihu, Dolneni na jihozápadě, Makedonski Brod na západě a Studeničani na severozápadě.

## Poloha

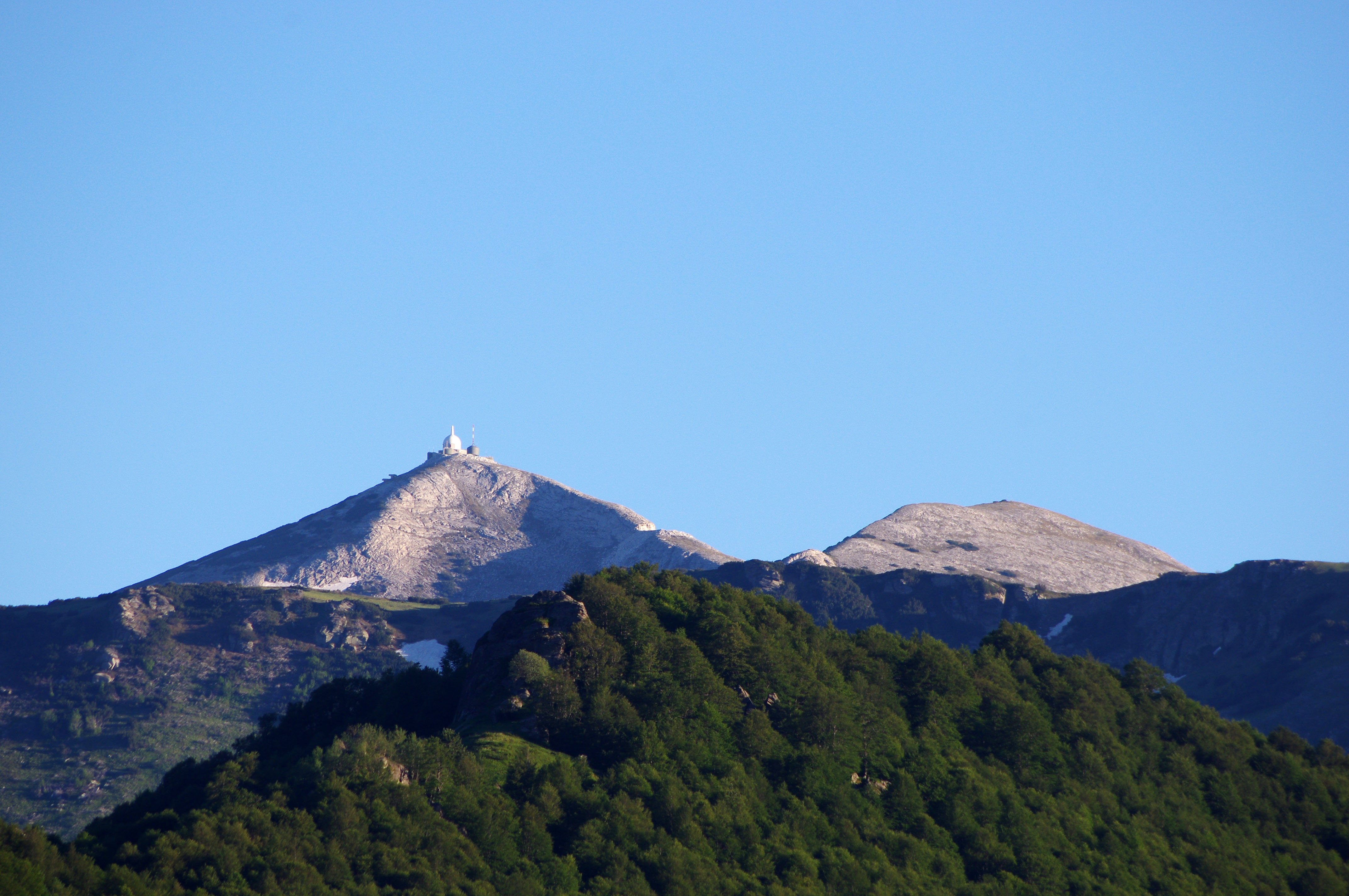
Solunska Glava - 2 540 m n. m.

Území opštiny se rozkládá ve střední části Severní Makedonie. Na západě opštiny jsou atraktivní pohoří s názvy Jakupica, Dautica a Babuna, na východě Klepa a Karadžica a na severozápadě Golešnica. Nejvyšším vrcholem na území opštiny je při západním okraji hora Solunska Glava (Солунска Глава) s nadmořskou výškou 2540 m. Jihovýchodně od jejího vrcholu, zhruba ve výšce 1900 m n. m. pramení řeka Babuna. Ta protéké nejprve k jihu, dále na východ, pak se stočí k severovýchodu a v blízkosti vesnice Čaška, v nadmořské výšce zhruba 230 m odtéká do opštiny Veles, kde se vlévá do řeky Vardar. Severně od řeky Babuny protéká opštinou také řeka Topolka, která se rovněž vlévá do Vardaru.

## Doprava
Opšina je spojena se sousedním městem Veles jedinou silnicí s označením R1312. Z této silnice pak odbočují na území opštiny další dvě silnice s označením R2336 a R2344. Všechny uvedené silnice vždy končí v horách.
Územím opštiny prochází také železniční trať, spojující města Veles a Prilep. Na trati je na území opštiny pouze jedna vícekolejná železniční stanice ve vesnici Bogomila. Trať je z velké části vedena údolím řeky Babuna.

## Zajímavosti
Na území opštiny, zhruba 1,5 km severně od vesnice Dolno Vranovci, se nalézá zeměpisný střed Severní Makedonie.